# 딜샤드 바드사리아
딜샤드 바드사리아(Dilshad Vadsaria, 1985년 9월 14일 ~ )는 미국의 배우이다.